# Anomis albitacta
Anomis albitacta là một loài bướm đêm trong họ Erebidae.